# Salmo 60
Il salmo 60 (59 secondo la numerazione greca) costituisce il sessantesimo capitolo del Libro dei salmi.